# Sermyle
Sermyle is een geslacht van Phasmatodea uit de familie Diapheromeridae. De wetenschappelijke naam van dit geslacht is voor het eerst geldig gepubliceerd in 1875 door Carl Stål.

## Soorten
Het geslacht Sermyle omvat de volgende soorten:
- Sermyle bidens (Kaup, 1871)
- Sermyle confusa (Brunner von Wattenwyl, 1907)
- Sermyle elegantior (Brunner von Wattenwyl, 1907)
- Sermyle kirbyi Zompro, 2001
- Sermyle kujawskii Zompro, 1998
- Sermyle linearis (Saussure, 1870-1872)
- Sermyle mexicana (Saussure, 1859)
- Sermyle saussurei Stål, 1875
- Sermyle tuberculata (Caudell, 1904)